# Топонимия Японии

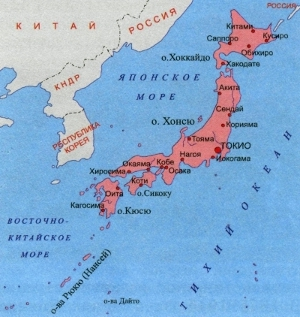
Карта Японии

Топонимия Японии — совокупность географических названий, включающая наименования природных и культурных объектов на территории Японии. Структура и состав топонимии обусловлены такими факторами, как мононациональный состав населения, специфика исторического развития с длительным периодом изоляции от внешнего мира и уникальное географическое положение.

## Название страны
Русское слово «Япония» — экзоним, которое пришло, предположительно, из немецкого языка (от нем. Japan), хотя вокализм больше соответствует французскому Japon.
В период от Реставрации Мэйдзи до конца Второй мировой войны официальное название Японии звучало как Дай Ниппон Тэйкоку (大日本帝國), что означает «Великая Японская империя». В настоящее время официальное название страны — «Нихон-коку» или «Ниппон-коку» (日本国). Сами японцы называют страну «Ниппон» слушатьо файле или «Нихон» слушатьо файле, оба варианта записываются с помощью кандзи (日本). В 1946 году Конституционный комитет Японии признал одинаково правомерными оба варианта. Первый вариант часто используется в качестве официального, например, в надписях на денежных купюрах, почтовых марках и в названиях многих спортивных событий. «Нихон» обычно используется в быту. «Нихон» буквально означает «место, где восходит Солнце», и это название часто переводят как «Страна восходящего солнца».

## Формирование и состав топонимии
В силу исторических особенностей формирования японского языка до 60 % его словарного состава составляют китаизмы. Это в полной мере касается и топонимии. По оценке Б. П. Яценко, японские топонимы могут быть разделены на две неравные группы:
- старые топонимы, возникшие до проникновения в Японию китайской иероглифической письменности, то есть до VI-VIII веков, эта группа незначительна по численности;
- «новые» топонимы, сформировавшиеся под воздействием китайской иероглифической письменности — таких подавляющее большинство.

Китайское влияние, наряду с формированием китаизмов, способствовало также формированию двух систем передачи географических названий в японском языке: онной и кунной. Онная система предусматривает использование китайских иероглифов вместе с китайским значением слова, благодаря ей в японском языке появилось много новых слов (включая топонимы), отсутствовавших в старояпонском языке. Кунная же система использует иероглифы только в качестве слогов, не несущих самостоятельной смысловой нагрузки, для передачи звучания (а не смысла) японских названий путём подбора нужных по звучанию китайских иероглифов (т.н. принцип нанори). В силу этого многие японские топонимы получили новое значение, и восстановить их первоначальный смысл удаётся далеко не всегда.
В. А. Жучкевич выделяет на территории Японии два больших топонимических ареала, именуемых им «старая Япония» (расположена к югу и востоку от горного пояса Фудзи по линии полуостровов Идзу-Ното) и «новая Япония» (включает север острова Хонсю и остров Хоккайдо). Эти названия отражают последовательность освоения территорий и, соответственно, формирования топонимических пластов. Так, для структуры топонимов «старояпонского» ареала характерно наличие формантов -дзаки, -мисака, -бона («мыс»), -ван («залив»),-кава, -гава, -сен («река»), -гиси, -хама («берег»), -сёто («острова»), -дай («большой»), -даке, -таке, -дзан, -сэн, -яма («гора»), -даси («скала, банка»), -дзима, -сима («остров»), -ике («пруд, озеро»), -кадзан («вулкан»), -ками («верхний»), -хигаси, -то («восток»), -кита, -хоку («север»), -нан, -минами («юг»), -сей, -ниси («запад»), -о («большой»), -ко («малый»), -коти («возвышенность»), -ри (село), -си (город), -тапи (долина), -томари («гавань»), -ура («бухта, залив») и других. В «новояпонской» топонимии имеется значительный пласт топонимов айнского и, возможно, тунгусо-маньчжурского происхождения. Типичными айнскими формантами являются -най и -бецу, что означает «река», как, например, в топонимах Вакканай и Ноборибецу. Название посёлка Эсаси на Хоккайдо происходит от айнского слова эууси, что означает «мыс». По мнению Жучкевича, этимология ряда топонимов центральной Японии может быть объяснена в равной степени с позиций как японского, так и айнского языков.

## Справочники и словари японских топонимов
- Shin Nihon chimei sakuin (新 日本 地名 索引, 1993. Новый индексный справочник Японии) Абоккуса. Наиболее полный словарь географических названий Японии. Каждая словарная статья содержит топоним, его запись в кандзи и географические координаты.

### Энциклопедии географических названий
- Dai Nihon Chimei Jisho (大 日本 地名 辞書) — одна из старейших топонимических энциклопедий Японии, первое издание вышло в 1907—1910 годах, переиздана и исправлена в 1971 году издательским домом Buzanbō (富山 房). Главным редактором был Того Ёсида[яп.] (1864—1918), каждая словарная статья включает в историю топонима и упоминания о нём в фольклоре.
- Kadokawa Nihon chimei daijiten (角 川 日本 地名 大 辞典) — Большой словарь японских топонимов Кадокава. Энциклопедический словарь издательства Kadokawa Shoten в 51 томе, издана в 1979—1990 годах. Основная энциклопедия японских топонимов. Каждая статья включает историю населённого пункта, его населения, основные события на месте и важнейшие объекты на его территории (школы, храмы и т. д.).
- Konpakutoban Nihon chimei hyakka jiten (コ ン パ ク ト 版 日本 地名 百科 事 典, Compact Land Japonica) — справочник издательства Shogakukan, выпущен в июне 1998 года. Популярный настольный словарь географических названий. Содержит цветные карты всей Японии и подробные карты крупных японских городов: Токио, Киото, Нара, Осака и Нагоя. Включает отдельный список трудночитаемых географических названий.

### Историко-топонимические справочники
- Kodai chimei daijiten (古代 地名 大 辞典) — издание Kadokawa Shoten. Содержит списки исторических названий местностей Японии, расположенные в порядке годзюон. Охватывает периоды Асука (飛鳥 時代, Asuka-jidai, 538—710), Нара (奈良 時代, Nara-jidai, 710—794) и Хэйан (平安 時代, Heian-jidai, 710—1185). Особое внимание уделено названиям мест, упоминаемых в Манъёсю (万 葉 集) и Фудоки (風土 記).

### Справочники происхождения топонимов
- Nihon chimei gogen jiten (日本 地名 語 源 事 典) — основан на исследованиях старинных японских хроник, статьи расположены в порядке годзюон, каждая статья содержит данные о происхождении и истории географического названия.

## Топонимическая политика
Вопросами топонимической политики в Японии занимается созданный в 1960 году Объединённый комитет по стандартизации географических названий.